# Ferrocarriles de Queensland
Los Ferrocarriles de Queensland (nombre original en inglés:Queensland Rail; abreviado como QR) es un operador ferroviario que opera en Queensland, Australia. Es propiedad del Gobierno de Queensland, y opera servicios de pasajeros locales y de larga distancia, además de poseer y mantener aproximadamente 6600 kilómetros de vías.
También fue responsable de todos los servicios de carga de Queensland, y desde 2002 operaba servicios interestatales bajo las marcas Australian Railroad Group, Interail y QR National. Todas estas compañías se convirtieron en una entidad separada en julio de 2010, y más adelante se privatizó con el nombre de Aurizon.

## Historia

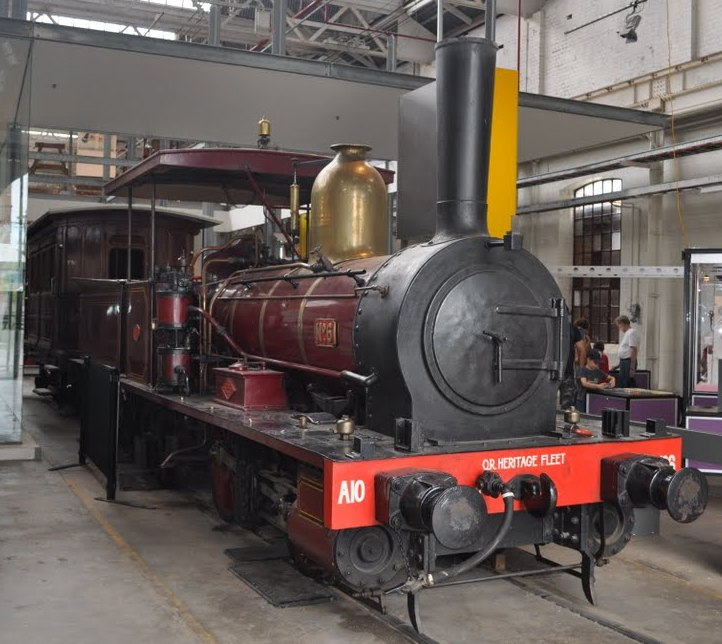
Locomotora de vapor n.º 6, la más antigua que se conserva del QR

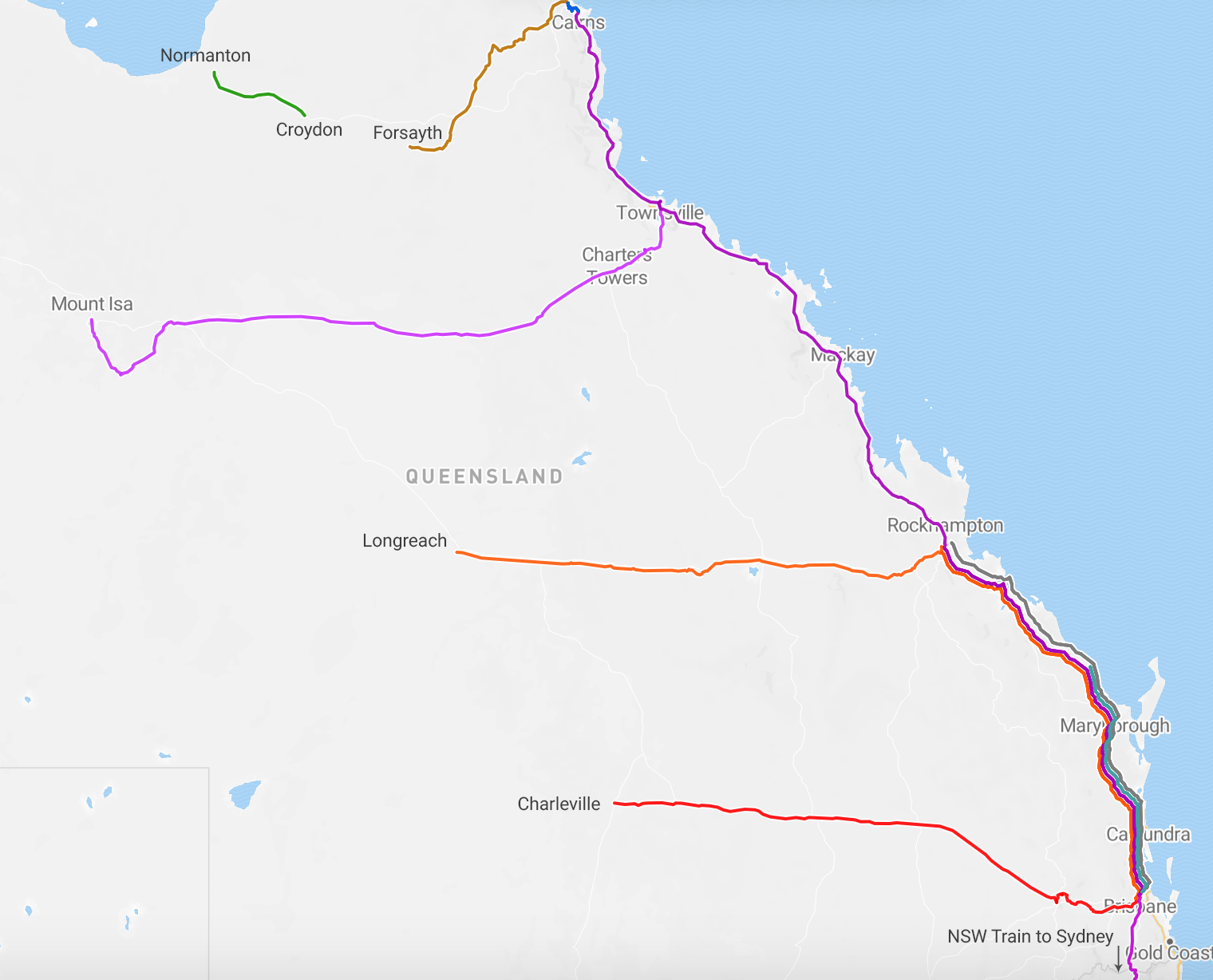
Mapa de la red de los Ferrocarriles de Queensland (Mapa interactivo)

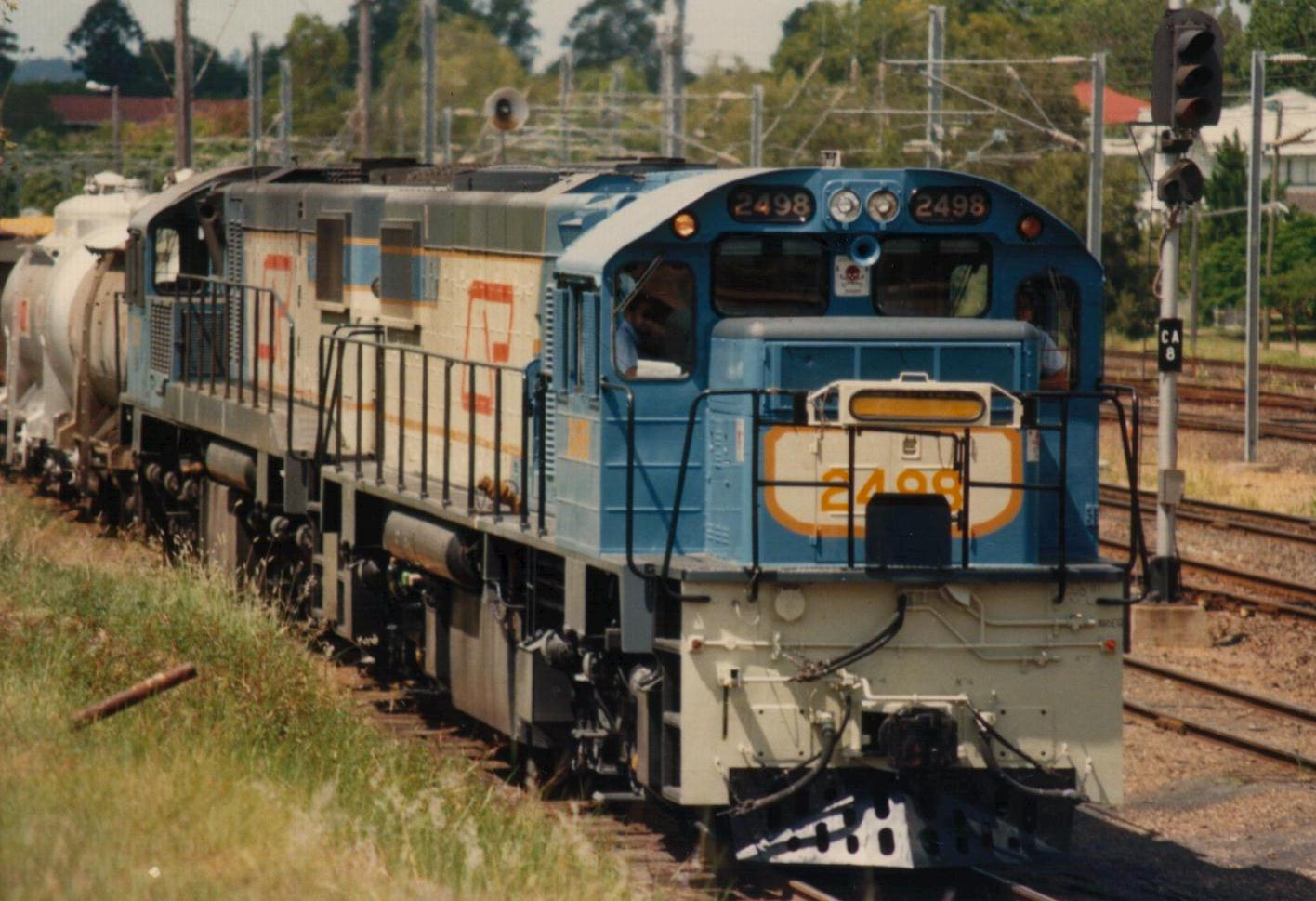
Locomotora diésel Clase 2470 en la Estación de Corinda, con su pintura original (1998)

### Comienzos
Los Ferrocarriles de Queensland fueron el primer operador en el mundo en adoptar el ferrocarril de vía estrecha (en este caso, el 1067 mm (3' 6")) para su uso en una línea principal, y este sigue siendo el ancho de todo el sistema ferroviario de Queensland en la actualidad.
La Colonia de Queensland se separó de Nueva Gales del Sur en 1859, y el nuevo gobierno estaba dispuesto a facilitar el desarrollo y la inmigración. El transporte mejorado a la fértil región de Darling Downs, situada al oeste de Toowoomba, se convirtió en una prioridad. Como ya se había establecido un transporte fluvial adecuado entre la capital Brisbane y el asentamiento separado de Ipswich, el ferrocarril comenzó desde esta última localidad. La sección inicial, construida sobre un terreno relativamente llano, en la base oriental de la cordillera de Little Liverpool, se inició el 31 de julio de 1865. El único trabajo de ingeniería significativo en esta sección fue el puente sobre el río Bremer, al norte de Ipswich.
La excavación de túneles a través de la cordillera Little Liverpool retrasó 10 meses la apertura de la siguiente sección hasta Gatton, pero la línea alcanzó finalmente Toowoomba en 1867, siendo el ascenso de la cordillera la razón de la adopción de un ferrocarril de vía estrecha.
Construido por el Gobierno de Queensland con un ancho inusual en aquel momento (1067 mm (3' 6"), la línea siguió en gran medida la alineación propuesta por una empresa privada, la Compañía del Tranvía de Moreton Bay, que había propuesto construir un tranvía con un ancho de 1435 mm (4' 81/2"), pero que no había podido recaudar los fondos necesarios para ir más allá del inicio del movimiento de tierras.
La adopción de la vía estrecha fue controvertida en aquel momento, y se basó en gran medida en el deseo del gobierno de un plazo de construcción lo más rápido posible al menor costo.
Esto dio como resultado la adopción de curvas más cerradas y con una carga por eje más baja de la que se consideraba posible con el ancho estándar. Pero desde el punto de vista económico, un estudio realizado por entonces estimó el costo de una línea de vía estrecha desde Ipswich a Toowoomba en el 25% del costo de una línea de ancho estándar. En una colonia con una población no indígena de 30.000 personas cuando se tomó la decisión, es comprensible.
La red evolucionó como una serie de redes aisladas. No fue sino hasta la finalización de la Línea de la Costa Norte en diciembre de 1924, cuando se dio continuidad a prácticamente toda la red. La excepción fue la línea de Normanton a Croydon, que siempre permaneció aislada. En su apogeo en 1932, la red totalizaba 10.500 kilómetros.
Los cambios en los patrones de transporte dieron como resultado el cierre de muchos ramales desde 1948 en adelante, pero al mismo tiempo, las líneas principales se actualizaron para proporcionar servicios modernizados, y desde la década de 1970 se desarrolló una extensa red de nuevas líneas, particularmente para atender a las minas de carbón dedicadas a la exportación.

### Electrificación

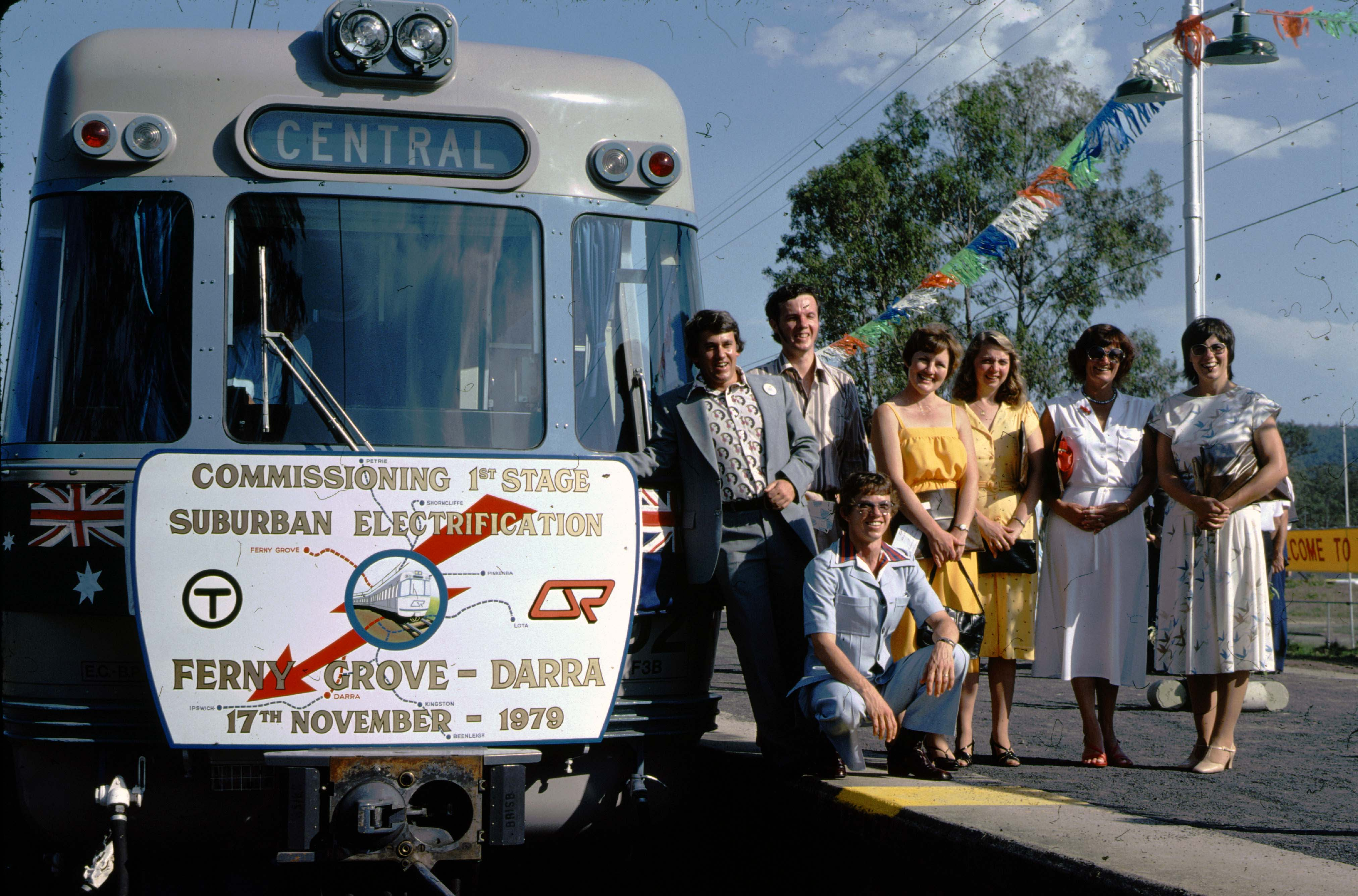
EMU01 en la estación de Ferny Grove, durante el primer servicio de la línea electrificada. Brisbane, noviembre de 1979

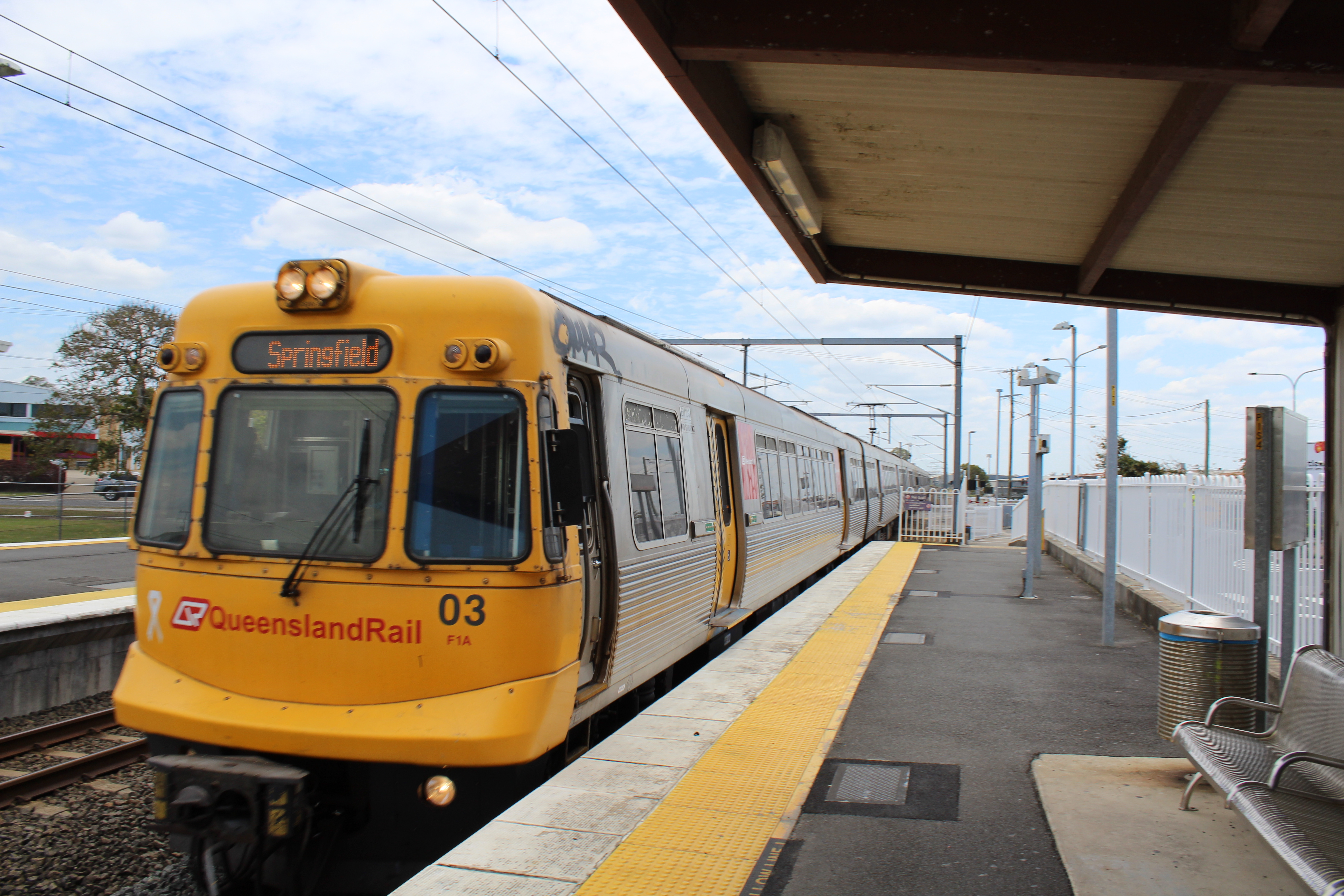
EMU03 en la Estación de Sunshine, Brisbane, en octubre de 2016

A partir de noviembre de 1979, la red suburbana de Brisbane fue electrificada, aunque ya en 1978 habían comenzado las consultas sobre la posible electrificación de las líneas que daban servicio a las minas de carbón de Blackwater y Goonyella. Esta circunstancia se debió al aumento previsto en el tráfico de carbón a través de las redes, al envejecimiento de la flota de locomotoras diésel y al aumento en los costos del combustible diésel. A principios de 1983, se había tomado la decisión de electrificar las redes y, a principios de 1984, ya se estaban comenzando a licitar contratos para las nuevas locomotoras y para otros trabajos del proyecto de ingeniería. Se tomó la decisión de electrificar con un sistema de 25 kV en corriente alterna, como se usaba en la red suburbana de Brisbane. Esto permitiría la conexión futura de la red de Brisbane con las redes de carbón a través de la Línea de la Costa Norte. El proyecto se llevaría a cabo en cuatro etapas.

### Expansión interestatal

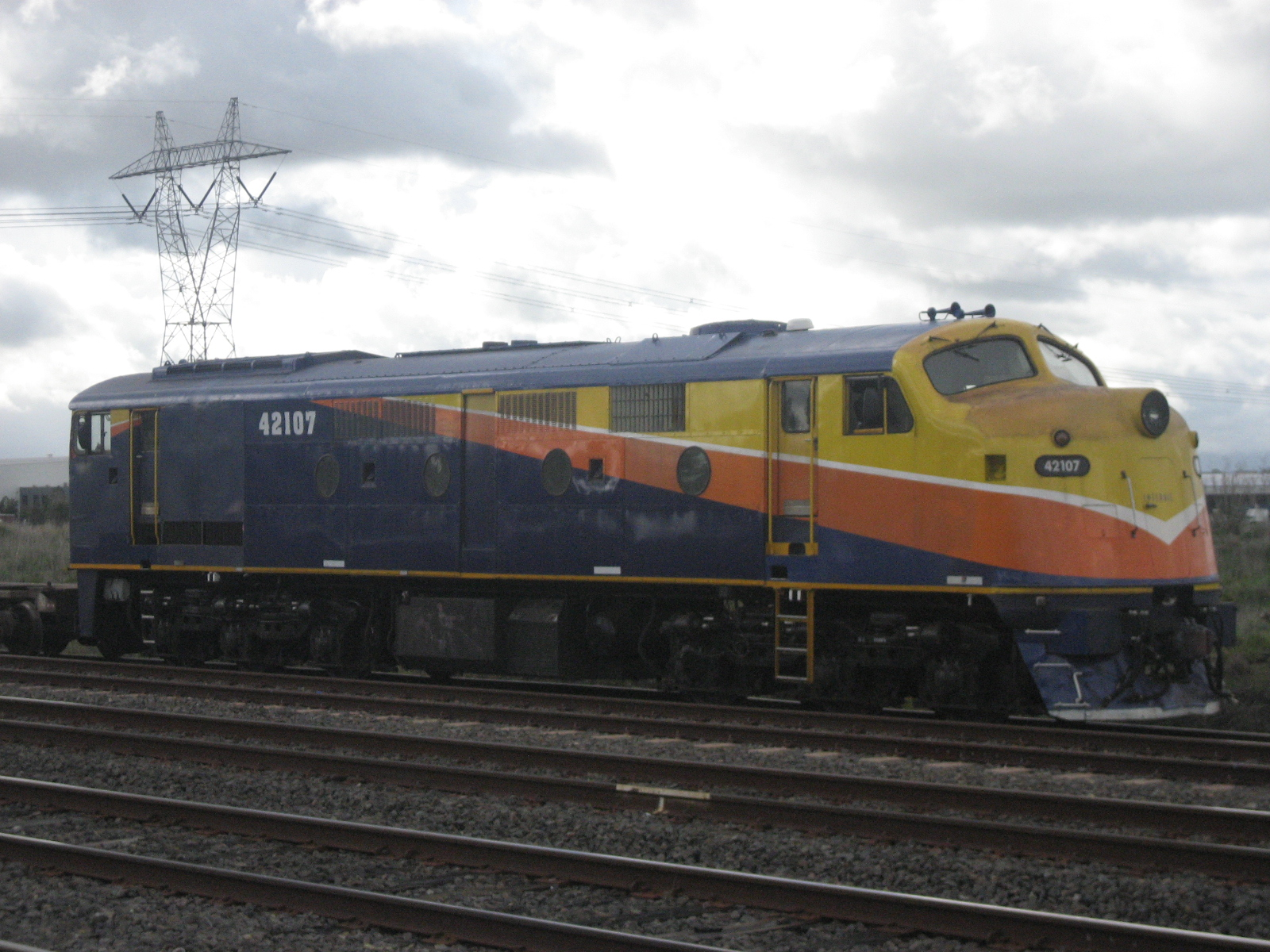
Locomotora 42107 en Somerton (Victoria) en 2007

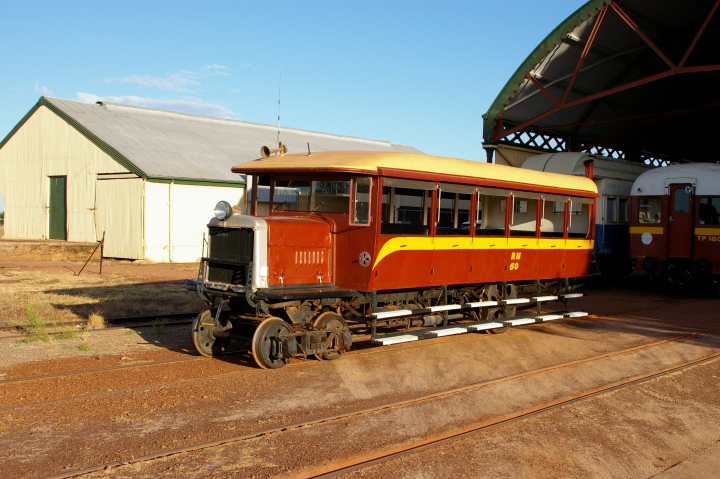
Antiguo autorrail RM060

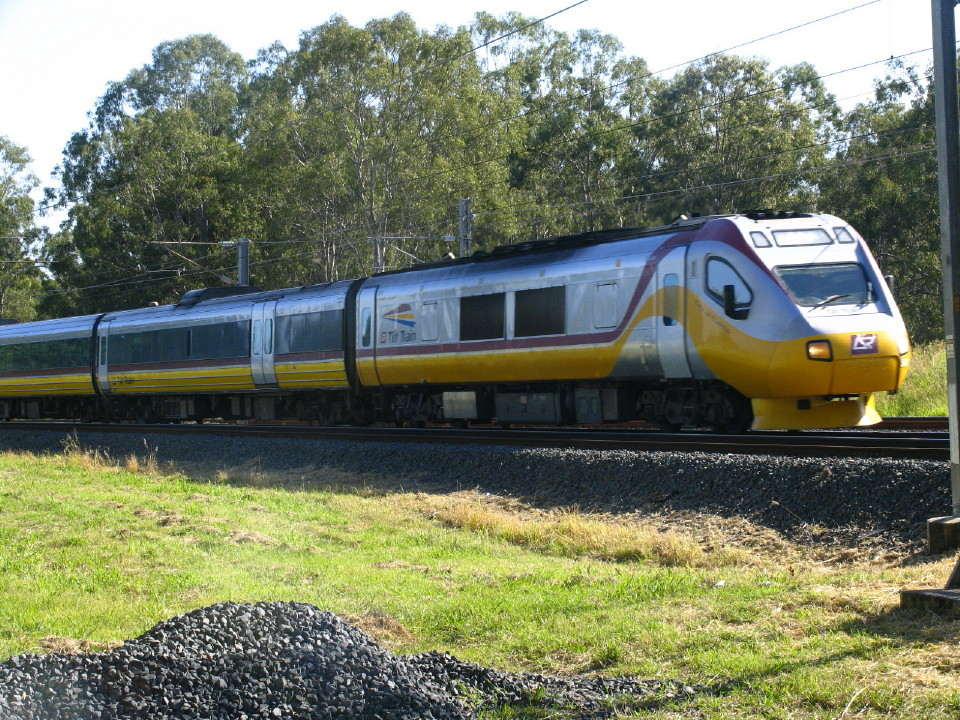
Tren Basculante Diésel

En septiembre de 1999, la compañía pasó a denominarse QR. En marzo de 2002, comprel Ferrocarril de los Ríos del Norte y lo renombró como Interail, cumpliendo la ambición de expandirse más allá de sus fronteras estatales.
En marzo de 2003, la compañía se introdujo en el mercado del carbón de Hunter Valley, cuando Interail inició un contrato entre la empresa Duralie Colliery y la mina Stratford. A finales de 2003 se ganó otro contrato para el transporte de carbón desde la Newstan Colliery, en Fassifern, a la central térmica de Vales Point. En 2004, Interail comenzó el transporte intermodal desde Brisbane a Melbourne y desde Sídney a Melbourne. En junio de 2005, adquirió el Grupo CRT.
En junio de 2006 se adquirió el negocio en Australia Occidental de la compañía Australian Railroad Group.

### Privatización del servicio de mercancías
En junio de 2009, el Gobierno de Queensland anunció la privatización del negocio de carga de los Ferrocarriles de Queensland. Esto dio como resultado que sus activos de carga transfirieran a la compañía QR National (ahora Aurizon) a partir del 1 de julio de 2010.
En abril de 2013, el Parlamento de Queensland aprobó la Ley de la Autoridad de Tránsito de Queensland de 2013, que reestructuraba Queensland Rail.

## Servicios

### Redes urbanas
QR opera servicios ferroviarios y de autobuses urbanos e interurbanos en South East Queensland como parte de la red TransLink. Los servicios ferroviarios operan en doce líneas, con distintos tipos de unidades eléctricas múltiples. Algunas líneas han sido reemplazadas por autobuses, mientras que otras, debido a limitaciones de capacidad, se complementan con un servicio de autobuses.

### Trenes de larga distancia
Los Ferrocarriles de Queensland operan estos servicios ferroviarios de pasajeros de largo alcance:
- Tren Eléctrico Basculante: Brisbane a Rockhampton
- Spirit of Queensland: Brisbane a Cairns
- Spirit of the Outback: Brisbane a Longreach
- The Inlander: Townsville a Mount Isa
- The Westlander: Brisbane a Charleville

También opera los servicios de conexión de autocares.

### Trenes turísticos
QR también opera estos trenes turísticos:
- Gulflander: Línea de Normanton a Croydon
- Ferrocarril Panorámico de Kuranda: Línea de Cairns a Kuranda

### Servicios anteriores
Queensland Rail operaba muchos trenes con nombre, incluidos:
- Capricornian: Brisbane a Rockhampton, operado desde 1970 hasta 1993 cuando fue reemplazado por el Spirit of the Outback
- Great South Pacific Express: tren de lujo operado desde 1999 hasta 2003[18]
- The Midlander: Rockhampton a Winton, operado desde 1954 hasta 1993 cuando fue reemplazado por el "Espíritu del Outback"
- Savannahlander: desde Cairns a Forsayth, operado desde 1995 hasta 2004 cuando se contrató a un operador privado[19]
- Spirit of Capricorn: Brisbane a Rockhampton, operado desde 1988 hasta 2003
- The Sunlander: Brisbane a Cairns, operado desde 1953 hasta 2014 cuando fue reemplazado por el Spirit of Queensland[20]
- Winelander: Brisbane a Wallangarra, operado desde 1887 hasta 2014